# Quercus jackiana
Quercus jackiana là một loài thực vật có hoa trong họ Cử. Loài này được C.K.Schneid. miêu tả khoa học đầu tiên năm 1904.